# قضاعة عرسية
قضاعة عرسية (الاسم العلمي: Lutrogale)، جنس حيوان لبون من القضاعة وينتمي إلى فصيلة ابن عرس. تضم نوع واحد حي (قضاعة ملساء الفراء) ونوعان منقرضان.

## الأنواع
- † L. cretensis – قضاعة كريت
- † L. palaeoleptonyx قضاعة بائدة
- L. perspicillata – قضاعة ملساء الفراء[3]